# Lekka Brygada III Korpusu Polskiego
Oddzielna Lekka Brygada III Korpusu Polskiego – wielka jednostka piechoty Wojska Polskiego na Wschodzie.
Powstała z oddziałów III Korpusu Polskiego 11 kwietnia 1918. Rozformowana 10 czerwca 1918.

## Skład organizacyjny
Struktura i obsada personalna brygady po reorganizacji zarządzonej 21 maja 1918:
- Dowództwo,
  - dowódca brygady – płk Juliusz Rómmel,
- oddzielny batalion strzelców – kpt. Mikołaj Bołtuć,
- pułk szwoleżerów polskich - rtm. Feliks Jaworski,
- oddzielny dywizjon artylerii konnej,
- pociąg samochodów pancernych – mjr Wacław de Lippe Lipski,
- komenda placu,
- szwadron karabinierów – rtm. Dąbrowski,
- składy prowiantowe w Janowie z piekarnią,
- kolumna samochodów transportowych[1].

5 czerwca 1918 brygada liczyła 121 oficerów, 2026 szeregowych i 1377 koni oraz posiadała 12 dział, 41 karabinów maszynowych i 35 samochodów.